# اقتصاد الغابون
تتمتع الغابون بناتج قومي للفرد يبلغ أربع أضعاف معظم دول أفريقيا جنوب الصحراء، اعتمادها على صناعة استخراج الموارد أخرج الكثير من السكان من الفقر المدقع.

## الزراعة والصيد
في عام 2013 ساهم القطاع الزراعي بنسبة 3.4٪ من الناتج المحلي الإجمالي للغابون.  وبينما يوفر المناخ والمياه إمكانات زراعة عالية؛ فإن القطاع الزراعي ضعيف للغاية، ويعتمد على زراعة الكفاف وأهم محاصيله هي المنيهوت والموز في المقام الأول، ثم القلقاس و البطاطا الحلوة. ومن 26 مليون هكتار (مساحة الدولة) فقط 300,000  هكتار منها مزروعة، أو 1.1٪ من المساحة الإجمالية.
وعلى الرغم من أن الجابونيين هم أكبر مستهلكين للأسماك في المنطقة، إلا أن قطاع الصيد في البلاد غير مستغل إلى حد كبير ويبلغ احتياطي الأسماك البحرية 210.000 طن بينما بلغ الإنتاج في عام 2006 حوالي 42.000 طن.

## الصناعة
تتركز الصناعة في الغابون على النفط، المنغنيز، و الأخشاب. تقع معظم المنشآت الصناعية بالقرب من ليبرفيل وبورت جنتيل. تم إنشاء جميع المؤسسات الصناعية تقريبًا بدعم من الحكومة في سنوات الطفرة النفطية في السبعينيات.

### النفط
نظرًا لأن الاقتصاد الغابوني يعتمد على النفط ( يمثل النفط الخام أكثر من 80٪ من صادرات البلاد، و 45٪ من الناتج المحلي الإجمالي)، فإنه يخضع لتقلبات الأسعار العالمية. الجابون هي ثامن أكبر منتج ومصدر للنفط الخام في أفريقيا جنوب الصحراء، على الرغم من وجود مخاوف من انخفاض الاحتياطيات المؤكدة وتراجع الإنتاج. وأنتجت البلاد 240،000 برميل (38،000 م 3 ) من النفط يوميًا في عام 2014، بانخفاض قدره 35 ٪ عن ذروة عام 1997. قدرت احتياطيات النفط المؤكدة في الغابون بـ 2.0 مليار برميل في عام 2015، وقدرت احتياطياتها المؤكدة من الغاز الطبيعي بـ 1.0 تريليون قدم مكعب (28 كم 3 ).
مصفاة نفط سوغارا في بورت جنتيل  التي بنيت في عام 1968 هي مصفاة النفط الوحيدة في الغابون، وتملك حكومة الغابون منها (25٪) وتوتال (43.8٪) وشل (17٪) وأجيب (2.5٪).

### الخشب
ساهم قطاع الأخشاب والصناعات المرتبطة به بنسبة 4 ٪ من الناتج المحلي الإجمالي في عام 2013. من حيث التوظيف، يعمل في القطاع ما يقرب من ثلث الموظفين. ويمثل من 60٪ من عائدات الصادرات غير النفطية. تغطي الغابات حوالي 85٪ من مساحة البلاد.
ومن وجهة نظر بيئية، على عكس العديد من البلدان الأفريقية الأخرى، كان الغطاء النباتي في الجابون مستقرًا لأكثر من عشرين عامًا؛ وبين عامي 2000 و 2010 بلغ معدل إزالة الغابات 0.09٪.

## النقل
تقدر طول شبكة في الغابون بنحو 9170 كم 10٪ منها معبدة (1.055 كم) ومن بين هذه الطرق المعبدة أقل من 20٪ أو حوالي 200 كم تعتبر في حالة جيدة.  ونظرًا لأن التجارة الخارجية للبلاد موجهة أساسًا نحو التصدير خارج القارة، فإن موانئها ذات أهمية قصوى. الميناءان الرئيسيتان هما أويندو، وميناء بورت جنتيل، ويرتكز فيهما 90٪ من التجارة الخارجية للبلاد. يوجد في الغابون ثلاثة مطارات دولية: مطار ليون مبا، مطار بورت جنتيل، مطار فرانسفيل وستون مطار داخلي.

## اتجاه الاقتصاد الكلي

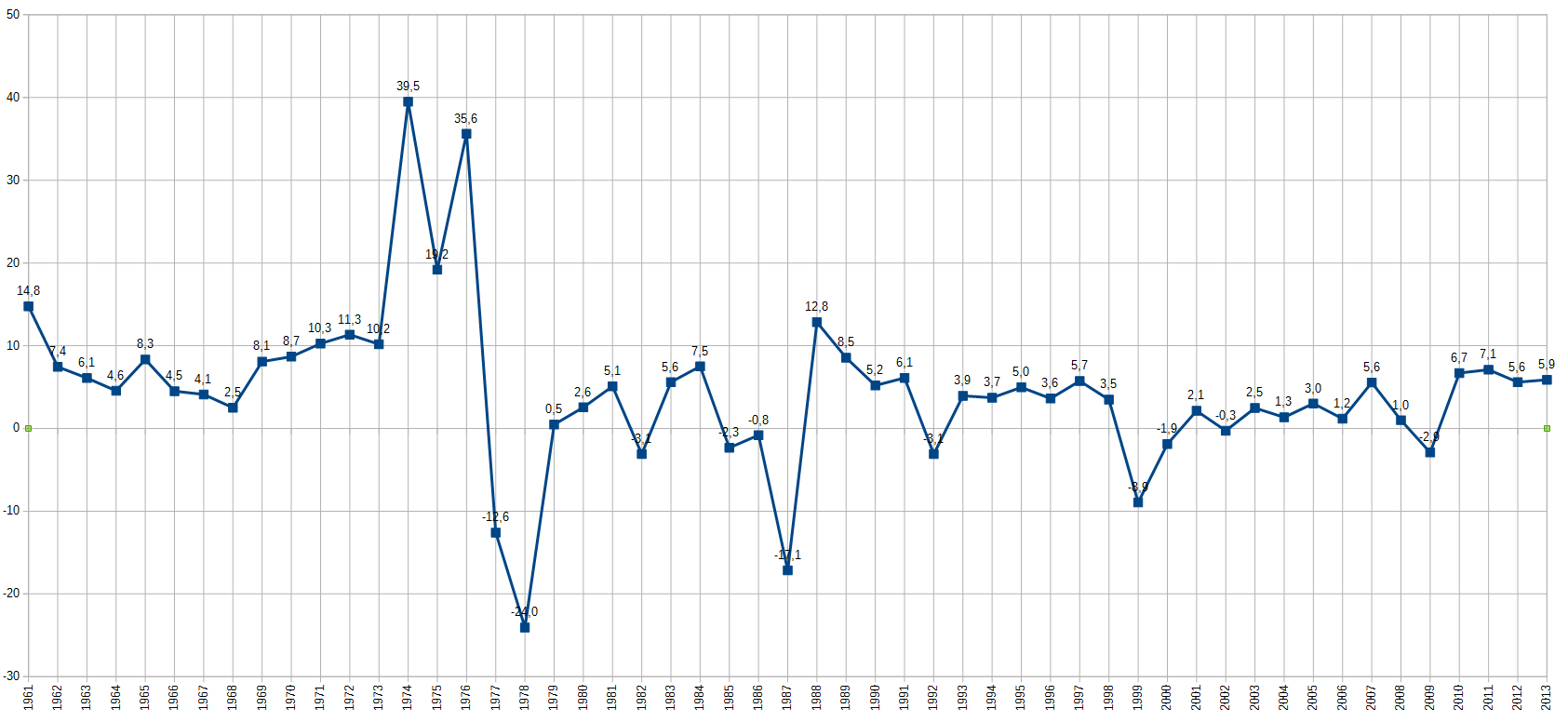
الناتج المحلي الإجمالي، 1961-2013.

بفضل النفط وقلة عدد السكان، فإن متوسط نصيب الفرد في الغابون، أعلى بكثير من مثيله في بلدان أفريقيا جنوب الصحراء. وهي ثاني دولة في قارة إفريقيا من حيث دخل الفرد بعد غينيا الاستوائية (14320  دولارًا أمريكيًا للفرد)؛ ومع ذلك، فإن ثلث السكان متأثرين بالفقر.
يبين الجدول التالي أهم المؤشرات الاقتصادية 1980-2017.
| السنة                                                  | 1980  | 1985   | 1990   | 1995   | 2000   | 2005   | 2006   | 2007   | 2008   | 2009   | 2010   | 2011   | 2012   | 2013   | 2014   | 2015   | 2016   | 2017   | 2018   |
| ------------------------------------------------------ | ----- | ------ | ------ | ------ | ------ | ------ | ------ | ------ | ------ | ------ | ------ | ------ | ------ | ------ | ------ | ------ | ------ | ------ | ------ |
| الناتج المحلي الإجمالي بالدولار (تعادل القوة الشرائية) | 6.78  | 9.89   | 12.00  | 15.76  | 17.35  | 20.35  | 20.58  | 22.46  | 23.30  | 22.94  | 24.68  | 26.97  | 28.91  | 31.00  | 32.96  | 34.61  | 35.78  | 36.73  | 40.78  |
| نصيب الفرد (تعادل القوة الشرائية)                      | 9,056 | 11,853 | 12,903 | 14,788 | 14,395 | 14,923 | 14,720 | 15,601 | 15,590 | 14,789 | 15,326 | 16,138 | 16,665 | 17,196 | 18,020 | 18,655 | 19,017 | 19,254 | 20,123 |
| النمو                                                  | ...   | 5.8%   | 5.1%   | 5.0%   | −1.9%  | −0.8%  | −1.9%  | 6.3%   | 1.7%   | −2.3%  | 6.3%   | 7.1%   | 5.3%   | 5.5%   | 4.4%   | 3.9%   | 2.1%   | 0.8%   | 0.4%   |
| التضخم (بالنسبة المئوية)                               | 12.3% | 7.3%   | 15.4%  | 9.6%   | 0.5%   | 1.2%   | −1.4%  | −1.0%  | −5.3%  | 1.9%   | 1.4%   | 1.3%   | 2.7%   | 0.5%   | 4.5%   | −0.1%  | 2.1%   | 3.0%   | 2.0%   |
| الدين (نسبة مئوية من الناتج المحلي الإجمالي)           | ...   | ...    | 90%    | 73%    | 72%    | 49%    | 40%    | 39%    | 20%    | 26%    | 21%    | 21%    | 21%    | 31%    | 34%    | 45%    | 64%    | 61%    | 62%    |

## المعرض

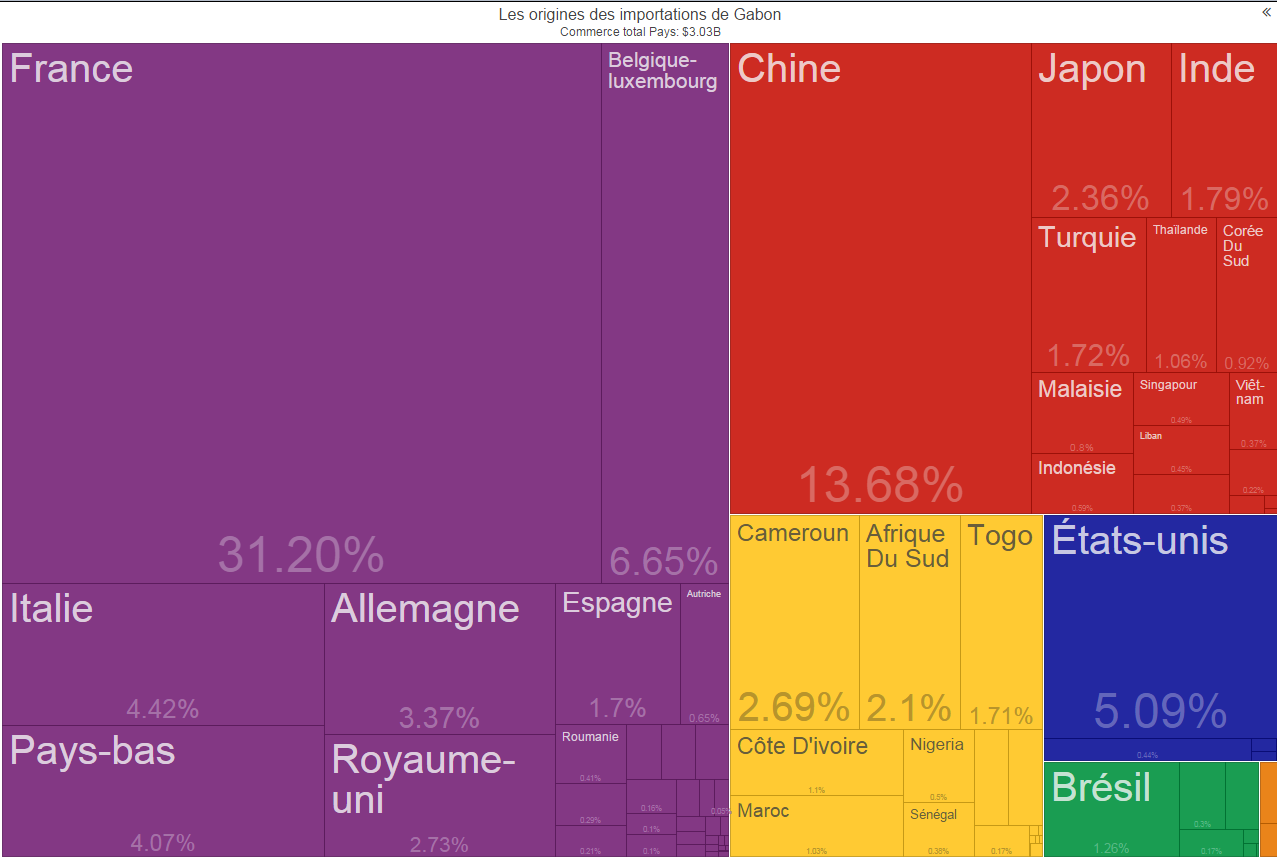
شركاء الاستيراد 2012
شركاء الاستيراد 2014
وجهات التصدير، 2012.
وجهات التصدير، 2014.
منتجات التصدير، 2012.
منتجات التصدير، 2014.